# Girarrosto
Il girarrosto è un macchinario atto alla cottura di selvaggina, bestiame, ittico e prodotti agricoli quali mais e patate. 
Funziona facendo ruotare un'asta chiamata spiedo o griglia girevole su se stessa; le singole aste possono essere poste anche su 2 dischi o ruote azionati da motori elettrici o a manovella.
Viene posizionato sopra o frontalmente a una fonte di calore, normalmente fuoco di legna, gas o resistenze elettriche.
Il sistema di cottura al girarrosto dona una rosolatura uniforme dovuta alla continua rotazione durante il tempo di cottura; inoltre, permette una perdita di grassi e acqua, rendendo il prodotto saporito e dietetico.

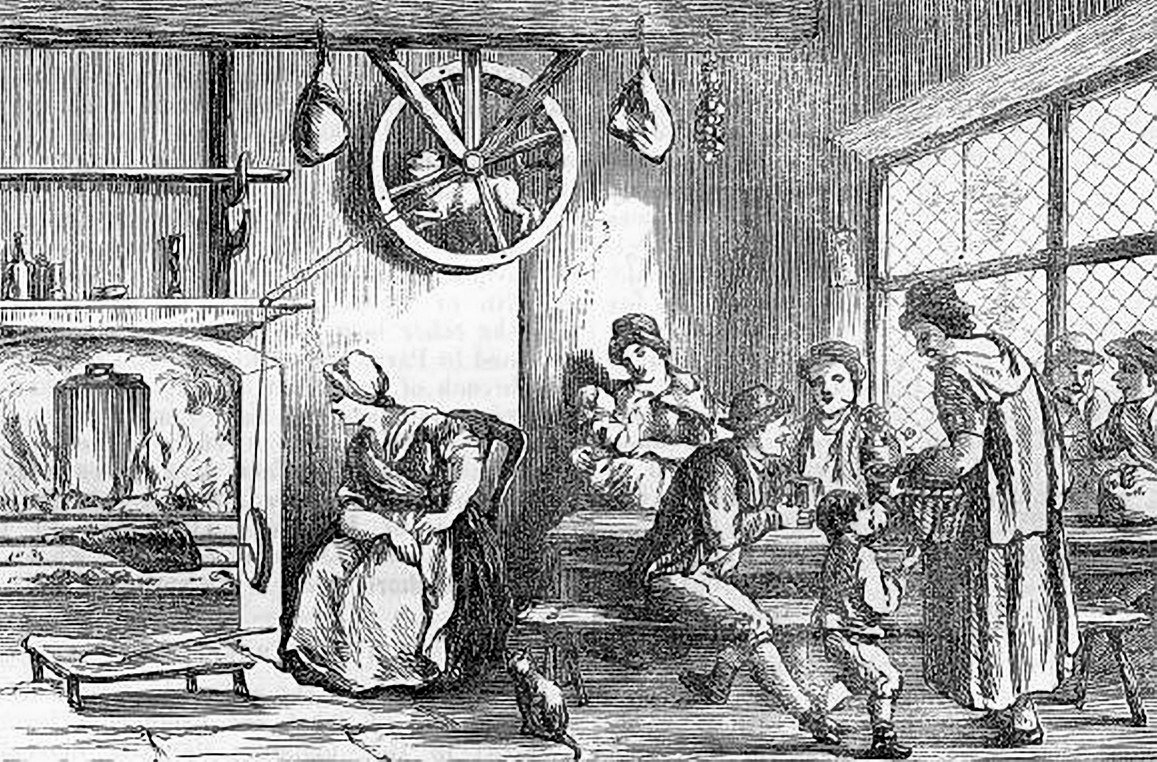
Un cane girarrosto (tratto da Remarks on a Tour to North and South Wales, 1800)